# Stanhopea napoensis
Stanhopea napoensis är en orkidéart som beskrevs av Dodson. Stanhopea napoensis ingår i släktet Stanhopea och familjen orkidéer. Inga underarter finns listade i Catalogue of Life.